# Gale Hawthorne
Gale Hawthorne est un personnage fictif de la trilogie Hunger Games, interprété par Liam Hemsworth dans  l'adaptation cinématographique.

## Description du personnage
Gale est un jeune homme de 18 ans qui vit dans le district 12, district spécialisé dans l'extraction du charbon. Il a les cheveux bruns et raides, le teint mat, les yeux gris. Il vit avec sa mère Hazelle et ses trois petits frères et sœurs : Rory 12 ans, Vick, 10 ans et la petite dernière Posy, 5 ans. Alors qu'il n'avait que 13 ans, son père qui travaillait à la mine est tué dans un coup de grisou. Gale se retrouve alors à assumer le rôle de chef de famille pour survenir aux besoins des siens.
Pour ce faire, il braconne illégalement au-delà du secteur délimité autorisé du douze en capturant et en vendant du gibier au marché noir ou la Plaque. Gale est notamment particulièrement doué pour traquer le gibier en silence  et poser des pièges. Un jour dans la forêt, il surprend une jeune fille de 12 ans en train de lorgner une de ses prises. Il lui dit que le vol est puni par la loi et lui demande son nom. Intimidée, elle bafouille « Katniss » mais lui comprend « Katnip ». Elle lui rétorque qu'elle voulait seulement observer le piège car les siens ne fonctionnent jamais. Elle chasse avec un arc et le montre à Gale en lui disant de ne pas lui chaparder car c'est puni par la loi. Il sourit alors et l'atmosphère entre eux se détend
Au fil des jours, les deux jeunes gens apprennent très vite à se connaître et finissent par devenir amis. Ils s'échangent leurs expériences en matière de chasse, de piège et de cueillette et avec le temps, deviennent une véritable équipe complémentaire . Après une journée en forêt, ils se partagent le butin qu'ils vont vendre à la Plaque pour nourrir leur famille respective. Katniss a également perdu son père dans le coup de grisou qui tua celui de Gale ce qui les rapprochera encore davantage. D'ailleurs, Gale continuera d'appeler son amie « Katnip ».

## Tome 1:Hunger Games
Gale fait son apparition pour la première fois quand il rencontre Katniss lors de leurs parties de chasse habituelles. Les 74e Hunger Games sont pour bientôt et Gale pense qu'ils pourraient tous deux échapper à ça et s'enfuirent pour survivre en forêt. Mais cette discussion ne mène nulle part car les deux jeunes gens savent qu'ils ont chacun une famille à nourrir.
Après avoir troqué leurs prises au marché, ils se rendent à la mairie pour vendre des fraises. C'est Madge la fille du maire qui leur ouvre mais Gale est froid envers elle car étant pauvre et issu d'une famille nombreuse, le garçon fut contraint dès ses 12 ans de prendre des inscriptions supplémentaires aux jeux pour nourrir les siens, contrairement à Madge dont la famille est plus aisée. Les inscriptions augmentant proportionnellement à l'âge, Gale est ainsi inscrit 42 fois pour les 74e Hunger Games.
Un peu plus tard, le tirage au sort a lieu et Katniss se porte volontaire à la place de sa sœur Prim. Gale emporte la jeune fille en pleurs dans ses bras vers sa mère. Il sera le dernier à rendre visite à Katniss avant son départ et la serre dans ses bras. Au moment de se dire au revoir, Gale conseille Katniss pour les jeux et lui promet de prendre soin de sa famille.

## Tome 2:L'Embrasement
Gale travaille à présent à la mine et ne retrouve Katniss que le dimanche pour chasser. Et malgré le fait qu'elle en a maintenant les moyens, il refuse son aide pour aider sa famille. Les jeux ont gâché leur relation. Pourtant un jour, il lui avoue son amour en l'embrassant.
Mais la vie de Gale est désormais menacée car le président Snow est au courant du baiser. La tournée des vainqueurs terminée, le jeune homme souffre de l'annonce des fiançailles entre Peeta et Katniss mais cette dernière lui propose de s'enfuir. Mais malgré l'amour que lui porte Gale, Katniss à du mal à lui donner la réciproque d'autant plus qu'ils devront amener dans leur fuite leur famille et amies, Peeta compris. Quand Gale apprend qu'il y a un soulèvement dans le district 8, il comprend que la rébellion a commencé et refuse désormais de s'enfuir.
Un peu plus tard, Gale est surpris de braconnage par le nouveau chef des Pacificateurs Thread et fouetté en public par ce dernier. Darius, un des pacificateurs prend sa défense mais se fait assommer. Katniss, Haymitch, Peeta et une Pacificatrice du nom de Purnia interviennent à leur tour et parviennent à arrêter le châtiment mais Gale est gravement blessé. Il est soigné tant bien que mal par la mère de Katniss puis grâce aux médicaments apportés par Madge. Katniss se rend alors compte qu'elle aime Gale ce qui la renforce elle aussi dans l'idée de ne plus fuir mais de  rester pour défier le Capitole.
La forêt étant désormais strictement interdite, Gale travaille quasiment toute la semaine à la mine et ne voit Katniss que lorsqu'il se rend chez sa mère pour suivre la cicatrisation de ses blessures. Après l'annonce des jeux de l'expiation, Gale participe à l'entrainement de Katniss, Peeta et Haymitch et leur enseigne tout l'art de la pose des collets. Persuadée que cette fois-ci, elle ne reviendra pas vivante de ces jeux, Katniss veut lui dire qu'elle l'aime en face mais son départ précipité après la moisson l'en empêche .
Gale réapparait à la fin du tome et retrouve Katniss après son exfiltration de l'arène. Il lui annonce que le district 12 a été bombardé par le Capitole mais que sa sœur Prim et sa mère font partie des survivants.

## Tome 3:La Révolte
On en apprend plus sur ce qui s'est passé après l'arrêt des jeux de l'expiation. Gale avait compris l'imminence d'une attaque et il est parvenu à convaincre quelque 800 personnes de se réfugier dans les bois avant que le douze ne soit noyé sous les bombes. Ils survécurent trois jours durant, Gale aidant les plus valides à nourrir les autres réfugiés avant que des appareils du treize ne viennent les sauver.
Désormais réfugié au district 13 où tout est strict et contrôlé, Gale n'aura de cesse de défendre une Katniss rebelle qui désobéit aux ordres et fait de même, notamment en se joignant avec elle aux défenseurs du district 8 pour abattre les hovercrafts qui bombardent l'hôpital.
Mais ses rapports avec la jeune fille se dégradent peu à peu. Ils s'embrouillent stupidement à propos des préparateurs de Katniss puis à propos de Peeta mais essaient timidement ensemble de recoller les morceaux. Katniss se confie de plus en plus à Finnick, ce qui n'arrange rien à leur relation, mais en ami fidèle et courageux, Gale se portera volontaire pour aller secourir Peeta au Capitole.
Gale adopte par la suite un comportement de plus en plus militaire au détriment des sentiments et participe avec Beetee à l'élaboration de piège mortel adapté à la guerre. Après avoir vu l'état de Peeta, Gale pense que ses chances de renouer avec Katniss sont faibles. Ils s'enlacent et s'embrassent mais le cœur n'y est plus. Il lui apprend alors qu'il est tombé amoureux d'elle six mois avant les 74e Hunger Games, quand Darius draguait gentiment Katniss sous ses yeux. Gale ressentit à ce moment-là une pointe de jalousie, d'où ses sentiments. Mais Gale bascule ensuite de plus en plus du côté guerrier pour servir la cause rebelle, notamment quand il suggère d'enterrer vivants les défenseurs de la Noix.
Il fait partie de l'escouade star pour incarner l'invasion à l'écran mais comprend très vite que Katniss a l'intention de faire cavalier seul pour tuer Snow. Il lui promet également de tuer Peeta si ce dernier se faisait à nouveau capturer. Après la perte des deux tiers de l'équipe, les survivants trouvent refuge chez la styliste Tigris. Il s'ensuit une discussion entre Peeta et Gale où chacun essaie de chercher lequel des deux Katniss choisira après la guerre. Pour Gale, elle choisira celui qui sera essentiel à sa survie ; Katniss, qui a tout entendu, s'en retrouvera offusquée.
Plus tard, Gale repart seul avec Katniss sous la neige pour rejoindre le palais présidentiel. Mais une fusillade éclate entre les rebelles et les Pacificateurs, suivie d'un piège faisant s'écrouler le sol. Les deux jeunes gens sont séparés et Gale est capturé avant d'avoir atteint le palais. On apprend plus tard que Gale a tenté de s'évader mais fut blessé par deux balles, avant de participer au nettoyage des dernières poches de résistance du district 2. Sa dernière rencontre avec Katniss a lieu au capitole peu avant l'exécution de Snow. Elle lui demande si la bombe qui a tué Prim était celle qu'il a conçue avec Beetee. Gale n'en sait rien mais tous deux savent que c'est faux. Quand il quitte Katniss, elle sera incapable de lui pardonner. On apprend à la fin du tome que Gale a trouvé un bon travail dans le district 2 mais on ignore lequel.